# Coburger Rückert-Preis
Der Coburger Rückert-Preis ist ein von der Stadt Coburg gestifteter Literaturpreis, der mit 7.500 Euro dotiert ist und seit 2008 verliehen wird. Der nach Friedrich Rückert benannte Preis würdigt „Autorinnen und Autoren aus dem arabischen, iranisch/afghanischen, türkischen, indischen und anderen relevanten Sprachräumen“. Voraussetzungen für die Auszeichnung sind „der literarische Anspruch“ der in der Muttersprache verfassten Werke, wobei die Einzelwerke durch Übersetzungen auf dem deutschen Buchmarkt verfügbar sein sollen, sowie die Einhaltung der Charta des Internationalen P.E.N. Vorsitzende der Jury ist seit 2007 Claudia Ott.

## Hintergrund
Der berühmte Orientalist, Dichter und Übersetzer Friedrich Rückert lebte und arbeitete von 1820 bis 1866 in Coburg. Er befasste sich mit 44 Sprachen, die Sprachen des Nahen und Mittleren Ostens bildeten den Schwerpunkt seiner Arbeit.
Die Stadt Coburg gibt als Motivation für die Stiftung des Preises an: „Der Preis will ganz nach dem Motto Rückerts ‚Weltpoesie ist Weltversöhnung‘ einen Beitrag zur Völkerverständigung leisten.“

## Preisträger
- 2008 stand die arabische Literatur im Mittelpunkt. Mit Ala al-Aswani wurde ein ägyptischer Romancier geehrt.[2]
- 2010 wurde ein Dichter der persischen Literatur ausgezeichnet, der iranische Lyriker Esmail Khoi.[3]
- 2013 galt die Aufmerksamkeit der „Literatur nach dem arabischen Frühling“, insbesondere in Syrien, dem Heimatland des dritten Preisträgers Nihad Siris.[4]
- 2016, im 150. Todesjahr von Friedrich Rückert, war die türkische Literatur an der Reihe. Die Preisträgerin war die türkische Autorin Sema Kaygusuz.[5]
- 2019 ging der Preis an eine Vertreterin der indischen Literatur, die Erzählerin Sara Rai.[6]
- 2022 erhielt der armenische Schriftsteller Grigor „Grig“ Shashikyan für den Roman Jesus’ Katze den Coburger Rückert-Preis. Erstmals wurden mit Anahit Avagyan und Wiebke Zollmann auch die Übersetzerinnen des prämierten Werks ausgezeichnet.[7]